# Anisacate tigrinum
Espèce
Synonymes
- Opsaltella tigrina Mello-Leitão, 1941

Anisacate tigrinum est une espèce d'araignées aranéomorphes de la famille des Macrobunidae.

## Distribution
Cette espèce est endémique d'Argentine.

## Description
Le mâle syntype mesure 3 mm et la femelle syntype 3,6 mm.

## Systématique et taxinomie
Cette espèce a été décrite sous le protonyme Opsaltella tigrina par Mello-Leitão en 1941. Elle est placée dans le genre Macrobunus par Lehtinen en 1967 puis dans le genre Anisacate par Ramírez en 1996.

## Publication originale
- Mello-Leitão, 1941 : « Las arañas de Córdoba, La Rioja, Catamarca, Tucumán, Salta y Jujuy colectadas por los Profesores Birabén. » Revista del Museo de La Plata, N.S., Zoología, vol. 2, p. 99-198.